# Конгруэнтность (геометрия)
Конгруэнтность (лат. congruens род.п. congruentis «соразмерный; соответствующий») — уточнение понятия равенства для геометрических фигур.
Обычно обозначается символом {\displaystyle \cong }.
Например, запись:
{\displaystyle \triangle ABC\cong \triangle DEF}
означает, что треугольник {\displaystyle ABC} конгруэнтен треугольнику {\displaystyle DEF}.
Но также может использоваться и знак равенства
{\displaystyle \triangle ABC=\triangle DEF.}

## Определения
Формально говоря, конгруэнтность это отношение эквивалентности на множестве геометрических фигур (например отрезков, углов, треугольников).
Это отношение может быть введено аксиоматически, как например в системе аксиом Гильберта (здесь конгруэнтность, геометрическое равенство применимо, например, к отрезкам, углам или треугольникам).
Также его можно ввести на основе какой-либо группы преобразований (чаще всего движений).
Две фигуры называются конгруэнтными или равными, если существует изометрия, которая переводит одну фигуру в другую. Например, в евклидовой геометрии две плоские фигуры называются конгруэнтными, если одна из них может быть переведена в другую переносом, вращением или зеркальным отражением (или их композицией).